# Leo Zegers
Leo Zegers was van 1966 tot 1970 een Nederlandse voetballer van De Graafschap. Hij debuteerde in de Eerste divisie onder trainer Evert Teunissen. Vanaf het tweede seizoen speelde hij afwisselend in de Tweede divisie en Eerste divisie. Ad Zonderland was toen zijn trainer.
Na zijn profcarrière werd hij trainer bij Gelderse amateurclubs, onder andere bij VV Ruurlo en SV Bredevoort.

## Carrièrestatistieken
| Seizoen         | Club            | Land            | Competitie      | Competitie | Competitie | Beker | Beker | Internationaal | Internationaal | Overig | Overig | Totaal | Totaal |
| Seizoen         | Club            | Land            | Competitie      | Wed.       | Dlp.       | Wed.  | Dlp.  | Wed.           | Dlp.           | Wed.   | Dlp.   | Wed.   | Dlp.   |
| --------------- | --------------- | --------------- | --------------- | ---------- | ---------- | ----- | ----- | -------------- | -------------- | ------ | ------ | ------ | ------ |
| 1966/67         | De Graafschap   | Nederland       | Eerste divisie  | –          | –          | –     | –     | 0              | 0              | 0      | 0      | –      | –      |
| 1967/68         | De Graafschap   | Nederland       | Tweede divisie  | –          | 1          | –     | 0     | 0              | 0              | 0      | 0      | –      | 1      |
| 1968/69         | De Graafschap   | Nederland       | Tweede divisie  | –          | 0          | –     | 0     | 0              | 0              | 0      | 0      | –      | 0      |
| 1969/70         | De Graafschap   | Nederland       | Eerste divisie  | –          | –          | –     | 0     | 0              | 0              | 0      | 0      | –      | –      |
| Carrière totaal | Carrière totaal | Carrière totaal | Carrière totaal | –          | –          | –     | 0     | 0              | 0              | 0      | 0      | –      | –      |

## Erelijst
De Graafschap
| Nationaal      |    |         |
| Tweede divisie | 1x | 1968/69 |